# Rubidi cyanide
Rubidi cyanide (công thức hóa học: RbCN) là muối rubidi của hydro cyanide. Nó là một chất rắn màu trắng, dễ hòa tan trong nước, có mùi quả hạnh nhân, và bề ngoài hơi giống với đường. Rubidi cyanide có các tính chất hóa học tương tự như kali cyanide, và tương tự, hợp chất này có độc tính mạnh.

## Tổng hợp
Rubidi cyanide có thể được tổng hợp bằng phản ứng của hydro cyanide và rubidi hydroxide trong alcohol hoặc ether:
HCN + RbOH → RbCN + H2O